# Kaczuszka (typ jachtu)
Kaczuszka – turystyczny kabinowy jacht żaglowy (slup).
Jacht przeznaczony był do żeglowania turystycznego. Zaprojektował go Witold Tobis.

## Informacje techniczne
- długość: 4,5 m,
- szerokość: 1,8 m,
- zanurzenie: 0,6 m,
- ożaglowanie: 11 m²[1].